# Дамян Калфов
Дамян Тодоров Калфов е виден български писател хуморист.

## Биография
Калфов е роден в 1887 година в Булгаркьой, Кешанско, в Османската империя, днес Йенимухаджир, Турция, в средноимотно семейство. Завършва Одринската българска гимназия „Д-р Петър Берон“. В гимназията е привлечен към Вътрешната македоно-одринска организация от учителя си Петър Васков и изпълнява куриерски задачи между него и ръководителя на булгаркьойския комитет Хараламби Мърдев.
От 1905 до 1910 година е учител в различни села. При избухването на Балканската война в 1912 година е доброволец в Македоно-одринското опълчение в щаба на 3 солунска дружина. В 1915 година завършва право в Софийския университет и от 1915 до 1920 година работи като съдия. От 1920 до 1924 година е инспектор в Министерството на финансите, а след това от 1924 до 1926 година е аташе по печата в Цариград. От 1926 до 1944 година е чиновник в различни министерства.

## Творчество
Започва да пише и печата фейлетони във вестник „Вечерна поща“ (1900 – 1914) и разкази в списание „Българска сбирка“ (1894 – 1915). Редактор е на вестник „Българан“. Изявява се като публицист. Член е на Съюза на българските писатели.
Любимият му жанр е късият анекдотичен разказ. Автор е и на комедии. Използва псевдонимите Албатрос, Арбитер, Елеганциарум, Атомикус, Гармонд получер, Глухар, д-р Ранк, Редактор Юнге, Сатурн, Катерач. Носител е на орден „Народна република България“ ІІ степен (1972).

### Произведения
Първи произведения
- „Петдесетте фаворитки на Людвика ХV, французки крал, Според монографията, етюдите и възпоменанията за този крал“, псевдоним Омега, Издателство Ив. К. Божинов, София, 1906.

Творби в антологии
- „Хумористична антология – Избрани места из произведенията на Иван Вазов, Алеко Константинов, Георги Х. Бонев, МИхалаки Георгиев, Антон Страшимиров, Кирил Христов, Елин Пелин, Александър Божинов, Трифон Кунев, Ради В. Радев, Киряк Савов, Н. Илиев-Сириус, Дамян Т. Калфов“, съставил Бончо Георгиев Хаджибонев, Издателство Книгоиздателство на българските писатели, София, 1917.

Сборници разкази
- „Под южното небе“, Издателство Гутенберг, София, 1917. С предговор от проф. Михаил Арнаудов.
- „Съпрузи“, Издателство Гутенберг, София, 1921.
- „Под южното небе“, 2 издание, Издателство Гутенберг, София, 1921.
- „Под южното небе и други разкази“, 2 издание, Издателство Гутенберг, София, 1925.
- „Индийският петел“, Издателство Хемус, София, 1928.
- „Вашите познати“, Издателство Христо Г. Данов, Пловдив, 1932.
- „Втора младост“, Издателство Христо Г. Данов, Пловдив, 1934.
- „Десантът при Шаркьой: Из спомените на един редник“, Издателство Факел, София, 1934.
- „Твърде късичък роман“, Издателство К-т Българска книга, София, 1935.
- „Разкази за четиримата“, Издателство Факел, София, 1935.
- „Светът е опак: Разкази и фейлетони“, Издателство Факел, София, 1935.
- „Огнената пещ“, Издателство К-т Българска книга, София, 1935.
- „В окопите“, Издателство Завети, София, 1937.
- „Марженка“, Издателство Съюз на българските писатели, София, 1938.
- „Отсам окопите“, Издателство Съюз на българските писатели, София 1938.
- „Първият сняг“, Издателство Съюз на българските писатели, София, 1938.
- „Ние без маска“, Издателство Факел, София, 1941.
- „Бойни другари“, Издателство Факел, София, 1941.
- „Женитба: Разкази за жени и мъже“, Хумористична библиотека „Бай Ганьо“ № 7, Издателство Рахвира, София, 1942.
- „Жажда за свобода“, Издателство Българско дело, 1942.
- „Славни времена“, Войнишка библиотека № 19, Издателство Военен книгоиздателски фонд, София, 1943.
- „Съчинения“ том 1 – 3, Издателство Христо Г. Данов, София, 1943 – 1944.
  - том 1: „Под южното небе“, 1943.
  - том 2: „В окопите“, 1944.
  - том 3: „Индийският петел“, 1944.
- „Хумористични разкази“, Издателство Народна култура, София, 1948.
- „Избрани разкази“, Издателство Български писател, София, 1953.
- „Така ги видях“, Издателство Народна култура, София, 1954.
- „Избрани разкази“, Издателство Български писател, София, 1957.
- „През моите очила“, Издателство Български писател, София, 1961.
- „Без заобикалки“, Библиотека Стършел № 76, Издателство на ЦС на Профсъюзите, София, 1963.
- „Избрани разкази“, Издателство Български писател, София, 1967.

Сборници с рибарски разкази
- „Едрата мряна. Рибарски разкази“, Издателство на Министерството на народното просвещение, София, 1931.
- „Край реката, рибарски разкази“, Издателство Завети, София, 1940.
- „Край реката: Разкази на въдичаря“, Издателство Медицина и физкултура, София, 1959.
- „Изпуща ли се такъв шаран“, Държавно издателство, Варна, 1969.

Сборници с разкази за деца
- „Заслужено наказание, малки разкази“, Издателство Просвета, София, 1942.
- „Гора, малката сърничка“, Издателство на Министерството на народното просвещение, София, 1943.
- „Язовир“, Издателство Български писател, София, 1950.
- „Сърничката Гора“, Издателство Български писател, София, 1955.
- „Сърничката“, Издателство Народна младеж, София, 1960.
- „Носът на Дядо Мраз“, Издателство Народна младеж, София, 1965.
- „Работливото Данче“, Библиотека Славейче; Г. VIII, кн. 3, Издателство Български писател, София, 1965.
- „Славният въдичар“, Издателство Български художник, София, 1966.
- „Герчо мексиканецът“, Издателство Български писател, София, 1966.

Комедии
- „Тигърът“, Издателство Христо Г. Данов, София, 1930. Книгата е наградена от М-вото на нар. просвещение.
- „Ловецът Механдов“, Издателство Българска ловна организация „Соколъ“, София, 1931.
- „Сивата лисица“, Издателство Българска ловна организация „Соколъ“, София, 1935.[4]
- „Подсъдимият Алипи Ристанкин“, Български едноактни пиеси: Сборник, Издателство Министерство на просветата и културата, 1960.
- „Когато няма във вазата цветя“, Едноактни пиеси, Издателство на ЦС на Профсъюзите, София, 1961.
- „Утре – сто на сто!“, Издателство на Българския ловно-рибарски съюз, София, 1965.
- „Дипломати“, Издателство Български писател, София, 1968.

Преводи на български език'
- Александър Сергеевич Пушкин, „Арапина на Петра Велики“, руски език, псевдоним Омега, Издателство Ив. К. Божинов, София, 1905.
- Александър Сергеевич Пушкин, „Арапина на Петра Велики“, 2 издание, руски език, псевдоним Омега, Издателство Ив. К. Божинов, София, 1910.
- Хенрик Сенкевич, „Двете ливади“, полски език, псевдоним Омега, Издателство Бр. Г. Дюлгерови, Кюстендил, 1911.

Преводи на творби от Дамян Калфов на чужди езици
- Deuxieme jeunesse, на френски език, преводач Валери Даскалова-Дюма, в Conteurs bulgares d'aujourd'hui: Recits, contes, nouvelles, L'Essor bulg., Sofia, 1937.
- „Рассказы“, руски език, преводач С. Балашовой, Изд. лит. на иностр. языках, София, 1966.